# デジタル副大臣
デジタル副大臣（デジタルふくだいじん、英語: State Minister for Digital Transformation）は、日本の副大臣の一つ。

## 概要
デジタル副大臣は、デジタル庁を所管する副大臣である。デジタル庁は内閣に設置される行政機関であり、情報化社会の形成を図る施策の企画、立案、総合調整を担当する。また、関係する行政機関における当該施策の推進も担っている。デジタル副大臣は、デジタル大臣の下で、これらに関する政策や企画を司るとともに、政務の処理を担当する。なお、デジタル庁設置法には、デジタル庁に副大臣を1名置くことが定められているが、それとは別に、他の中央省庁の副大臣にデジタル副大臣を兼任させることも可能となっている。
デジタル副大臣は、内閣総理大臣の申出に基づいて内閣により任命され、天皇がこれを認証することになっている。内閣総辞職の際には、内閣総理大臣やその他の国務大臣と同様に、デジタル副大臣もその地位を失う。

## 沿革
2021年（令和3年）9月1日、デジタル庁設置法の施行にともない、デジタル副大臣が新設された。初のデジタル副大臣には、内閣府副大臣の藤井比早之が充てられた。

## 英称

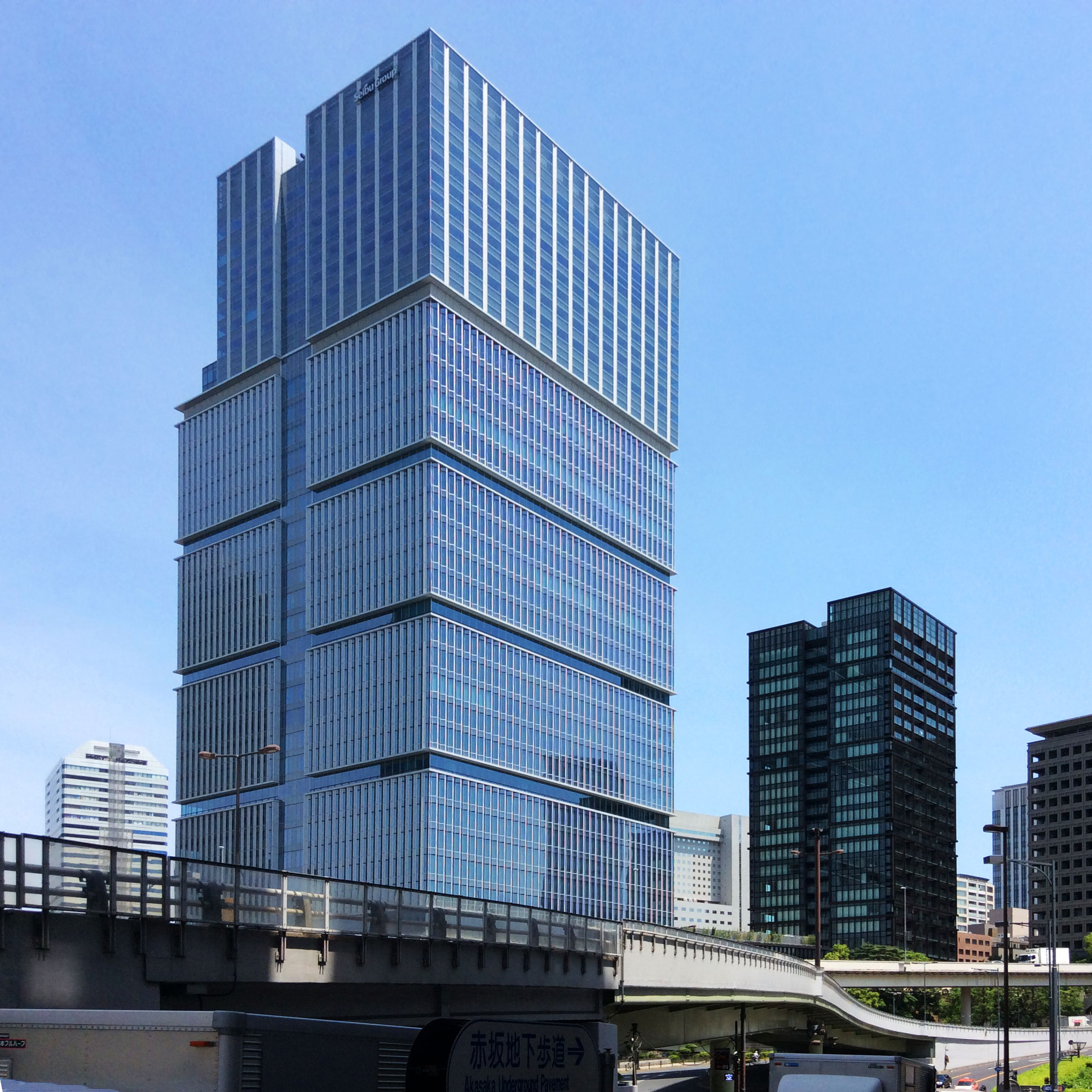
デジタル庁が所在する東京ガーデンテラス紀尾井町

デジタル副大臣の英語での表記は「State Minister for Digital Transformation」である。なお、かつて副大臣は「Senior Vice-Minister」と表記する中央省庁が多数であったが、行政機関ごとに細かな差異も散見された。デジタル庁発足前に内閣が公表した資料においても、デジタル庁の組織について「In addition to one senior vice-minister and one parliamentary secretary, a Chief Digital Officer will be appointed by the cabinet as a special position, to give advice to the Digital Minister, organize agency affairs, and supervise the affairs of each department.」と記述されている箇所などが見受けられ、副大臣を「senior vice-minister」と表記していた。しかし、デジタル庁発足後、総理大臣官邸のウェブサイトでは仮訳であるとの註釈付きながら「State Minister of Digital Agency」と表記していた。
デジタル大臣の英称が「Minister for Digital」に変更されたのに合わせて「State Minister for Digital」に、「Minister for Digital Transformation」に変更されたのに合わせて「State Minister for Digital Transformation」に変更されている。

## 歴代副大臣
| デジタル副大臣 | デジタル副大臣 | デジタル副大臣 | デジタル副大臣 | デジタル副大臣 | デジタル副大臣 | デジタル副大臣 |
| 内閣           | 内閣           | 氏名           | 就任日         | 退任日         | 党派           | 備考           |
| -------------- | -------------- | -------------- | -------------- | -------------- | -------------- | -------------- |
| 菅義偉内閣     | 菅義偉内閣     | 藤井比早之     | 2021年9月1日   | 2021年10月6日  | 自由民主党     |                |
| 第1次岸田内閣  | 第1次岸田内閣  | 小林史明       | 2021年10月6日  | 2022年8月12日  | 自由民主党     |                |
| 第2次岸田内閣  |                | 小林史明       | 2021年10月6日  | 2022年8月12日  | 自由民主党     |                |
|                | 第1次改造内閣  | 大串正樹       | 2022年8月12日  | 2023年9月15日  | 自由民主党     |                |
| 第2次改造内閣  | 石川昭政       | 2023年9月15日  | 2024年11月13日 |                | 自由民主党     |                |
| 第1次石破内閣  | 石川昭政       | 2023年9月15日  | 2024年11月13日 |                | 自由民主党     |                |
| 第2次石破内閣  | 第2次石破内閣  | 穂坂泰         | 2024年11月13日 | 現職           | 自由民主党     |                |

- 副大臣は同一の職に複数名を任命することがあるため、通常は代数の表記は行わない。現時点までデジタル副大臣は1名で運用されているが、他の副大臣の慣例にあわせ、本表では代数の欄は設けない。
- 辞令のある再任は就任日を記載し、辞令のない留任は就任日を記載しない。
- 党派の欄は、就任時、または、内閣発足時の所属政党を記載した。